# Възел (село)
Вижте пояснителната страница за други значения на Възел.
Възел е село в Южна България. То се намира в община Черноочене, област Кърджали.

## География
Село Възел се намира в района на Източните Родопи.

## Население
Численост и дял на етническите групи според преброяването на населението през 2011 г.:
|                     | Численост | Дял (в %) |
| Общо                | 74        | 100,00    |
| Българи             | 3         | 4,05      |
| Турци               | 46        | 62,16     |
| Цигани              | 0         | 0,00      |
| Други               | 0         | 0,00      |
| Не се самоопределят | 0         | 0,00      |
| Неотговорили        | 25        | 33,78     |